# Barriosa
Barriosa é uma aldeia situada na freguesia de Vide no concelho de Seia.
Esta aldeia é banhada pelo rio Alvôco e encontra-se perto da Serra da Estrela, num lugar paradisíaco, com belas cascatas de água, açudes e uma magnífica praia fluvial.
Perto da aldeia encontra-se um ícone seu, o Poço da Broca, que no inverno, o rio Alvôco faz com que se proporcione uma bela queda de água.